# Panonia Savia
Pannonia Savia o simplemente Savia, también conocida como la llanura de Panonia Ripariensis, fue una provincia romana del Bajo Imperio. Se creó en 295, durante la reforma de la tetrarquía del emperador romano Diocleciano, e integró en la diócesis de Panonia, que se incorporó en el siglo IV a la Prefectura del pretorio de Iliria, y posteriormente a la Prefectura del pretorio de Italia.
La provincia fue asaltada varias veces por pueblos migratorios, incluidos hunos y godos, durante los siglos IV y V. En los años 490, se integró en el Reino ostrogodo.
La capital de la provincia era Siscia (la moderna Sisak). Pannonia Savia incluía territorios de las actuales Croacia, Eslovenia y Bosnia y Herzegovina.

## Véase también

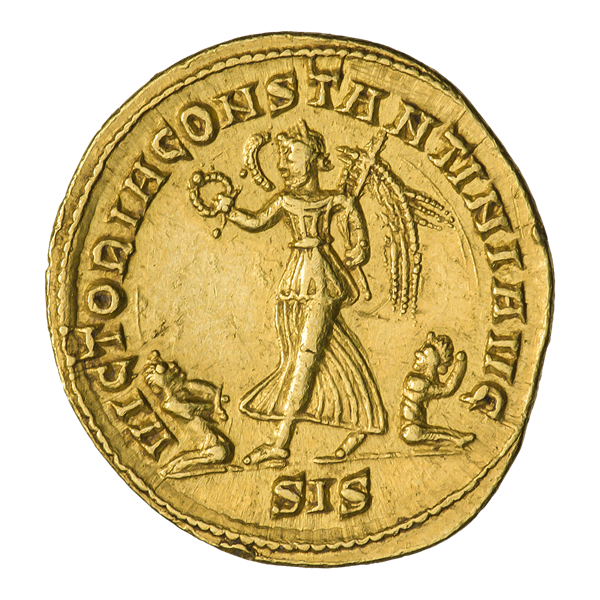
Sólido de Constantino I (306-337), encontrado en Siscia (reverso)